# Giovani Arana
Giovani Edgar Arana (ur. 23 maja 1974 w La Paz) – boliwijski duchowny katolicki, biskup pomocniczy El Alto w latach 2018–2021, biskup diecezjalny El Alto (od 2021).

## Życiorys
Święcenia kapłańskie przyjął 8 grudnia 2004 i został inkardynowany do archidiecezji La Paz. Był m.in. diecezjalnym dyrektorem Ruchu Szensztackiego, sekretarzem komisji duszpasterskiej przy boliwijskiej Konferencji Episkopatu, a także wychowawcą, wicerektorem i rektorem seminarium w La Paz.
27 marca 2018 papież Franciszek mianował go biskupem pomocniczym diecezji El Alto oraz biskupem tytularnym Muteci.
30 marca 2021 papież Franciszek przeniósł go na urząd biskupa diecezjalnego El Alto.